# Dellbrück (Köln)
Dellbrück (Kölsch Dellbröck) ist ein rechtsrheinischer Stadtteil von Köln im Stadtbezirk Mülheim.
Er besteht aus den Ortsteilen (Alt)-Dellbrück, Hagedorn, Strunden, Thielenbruch und Thurn.

## Lage
Dellbrück grenzt im Osten an Bergisch Gladbach, im Süden an Brück, im Westen an Merheim, Holweide und Höhenhaus und im Norden an Dünnwald.

## Geschichte

### Die Vorzeit
Die früheste Besiedlung von Dellbrück ist für die Hallstattzeit zwischen 1000 und 500 v. Chr. durch Ausgrabungen belegt, wobei der Schwerpunkt auf der Mittleren und Späthallstattzeit ab 800 bis in die Frühlatènezeit (um 450 v. Chr.) liegt. Das Gräberfeld auf der Iddelsfelder Hardt (südlich des Thurner Hofs bis zum Ostfriedhof (Köln)) war eins der größten und am besten erhaltenen im Gebiet zwischen Sieg und Wupper. Weitere Hügelgräber lagen entlang des Mauspfads z. B. die Dünnwalder Grabhügelfelder, sowie am Pilzweg. Aus der gleichen Zeit hat man in der weiteren Umgebung Rennöfen gefunden, in denen die Hallstattleute den Raseneisenstein zu Eisen verhüttet hatten.

### Geschichte seit dem Mittelalter
Der Ortsteil Thurn wurde bereits im Jahre 1322 als Sitz der Familie „vamme Thurne“ (= vom Turm) urkundlich erwähnt, 1413 das Gut Mielenforst als Rittersitz. Politisch gehörte der heutige Stadtteil Köln-Dellbrück seit dem Mittelalter zum Amt Porz im Herzogtum Berg.
Der Ort Dellbrück entstand aus den ursprünglichen Ortsteilen (Alt)-Dellbrück, Hagedorn, Strunden und Thurn, die durch Verwaltungsreform seit dem 27. Januar 1814 zum Kreis Mülheim gehörten. Am 23. Juni 1905 wurde die Gemeinde Thurn-Strunden auf Druck des Regierungspräsidenten von der Bürgermeisterei Merheim in Dellbrück umbenannt. Die alte Bezeichnung Thurn-Strunden ist aber bis heute präsent. So wird im Liegenschaftskataster für den Bereich der ehemaligen Gemeinde ebenso noch die Gemarkungsbezeichnung „Thurn-Strunden“ verwandt, wie parallel hierzu das Amtsgericht Köln das Grundbuch unter diesem Namen führt. Auch die Organisation der Freiwilligen Feuerwehr in den Löschgruppen Dellbrück und Löschgruppe Strunden, die beide für das gesamte Dellbrück zuständig sind, rührt noch aus dieser Zeit. Dellbrück wurde als Teil der Bürgermeisterei Merheim zum 1. April 1914 nach Köln eingemeindet.

### Mühlen an der Strunde
Von den zahlreichen Mühlen an der Strunde, die deren Wasserkraft nutzten, lagen vier in Dellbrück, und zwar die Strunder Mühle, die Hardtmühle, die Thurner Mühle und die Gräfenmühle.

### Bergbau
Am östlichen Rand von Köln-Dellbrück wurde seit der Mitte des 19. Jahrhunderts Bergbau auf Raseneisenstein betrieben. Zu erwähnen sind die Bergwerke Grube Emma, Grube Franconia und Grube Hohenzollern.

### Regionale 2010
Als Projekt der Regionale 2010 „RegioGrün“ war die Strunde als „Kultur- und Landschaftsachse“ mit einer durchgehenden Wegeverbindung aufgewertet worden. Dabei soll der Bachlauf der Strunde zwischen der Hardthofstrasse und dem Grafenmühlenweg verlegt werden, so dass die historischen Mühlenstandorte Hardtmühle, Thurner Mühle und Gräfenmühle nicht mehr an der Strunde liegen sollen. Diese Planung ist jedoch örtlich umstritten.

### Märchensiedlung

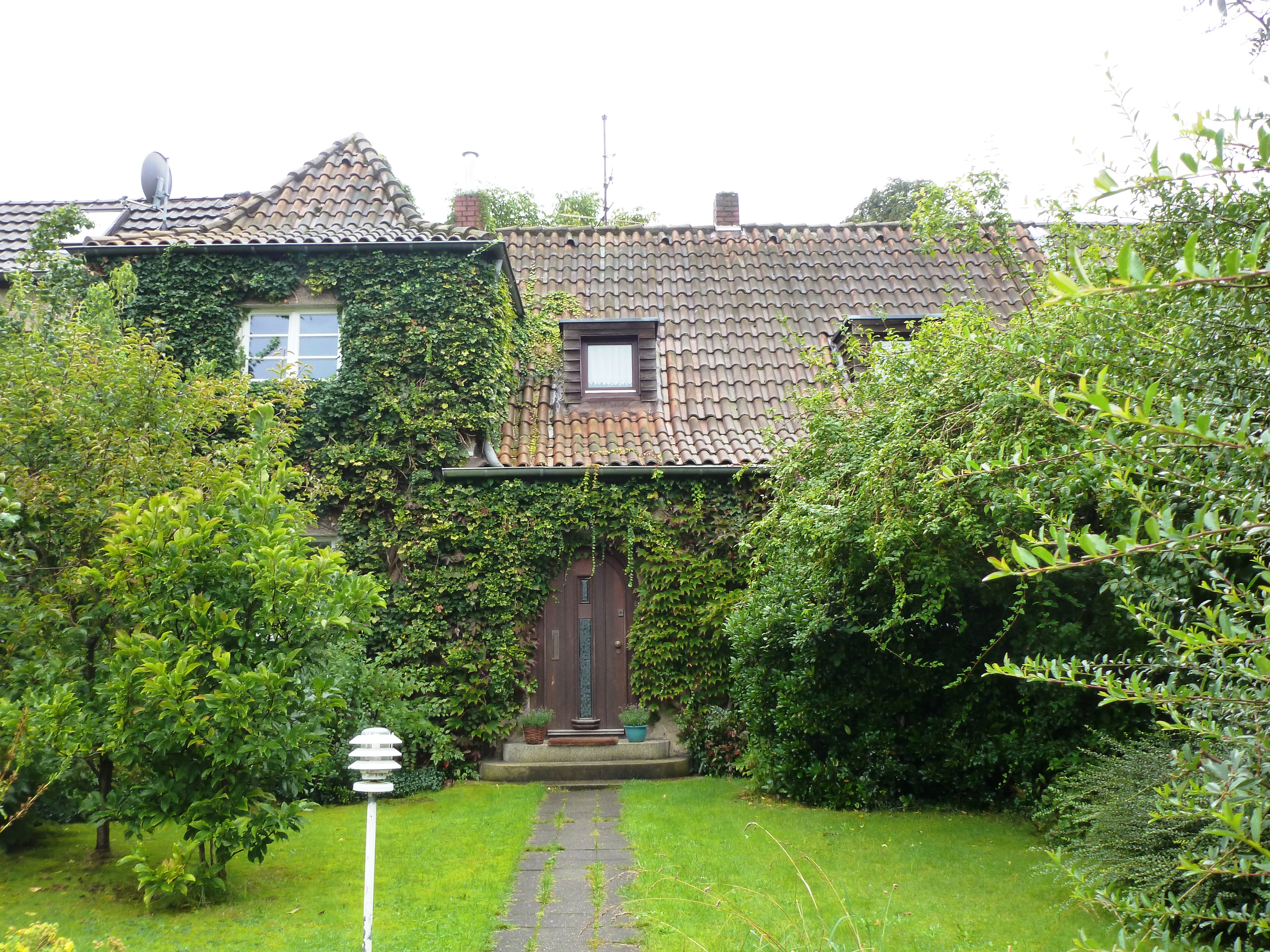
Haus in der Märchensiedlung

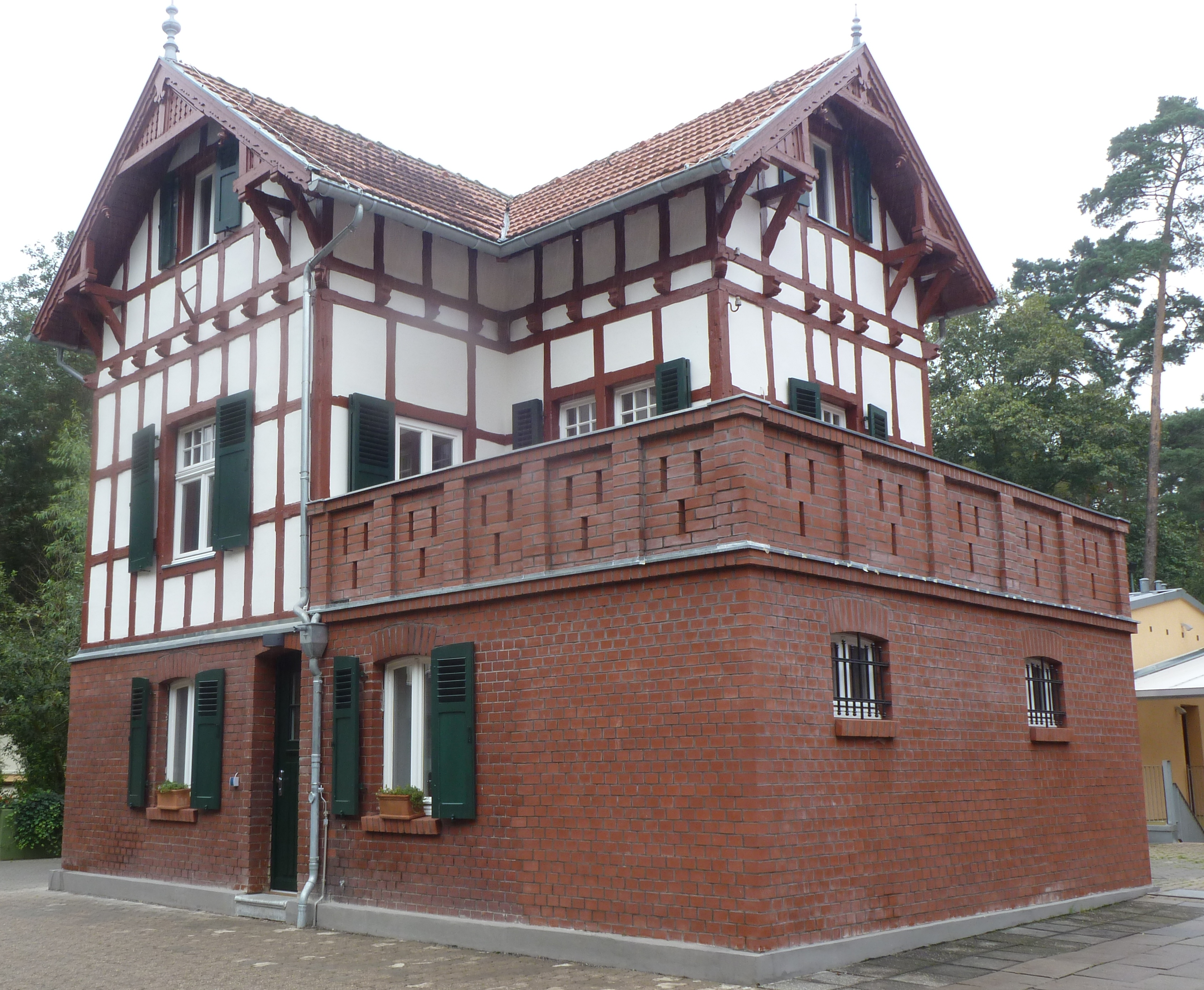
Tierheim Dellbrück

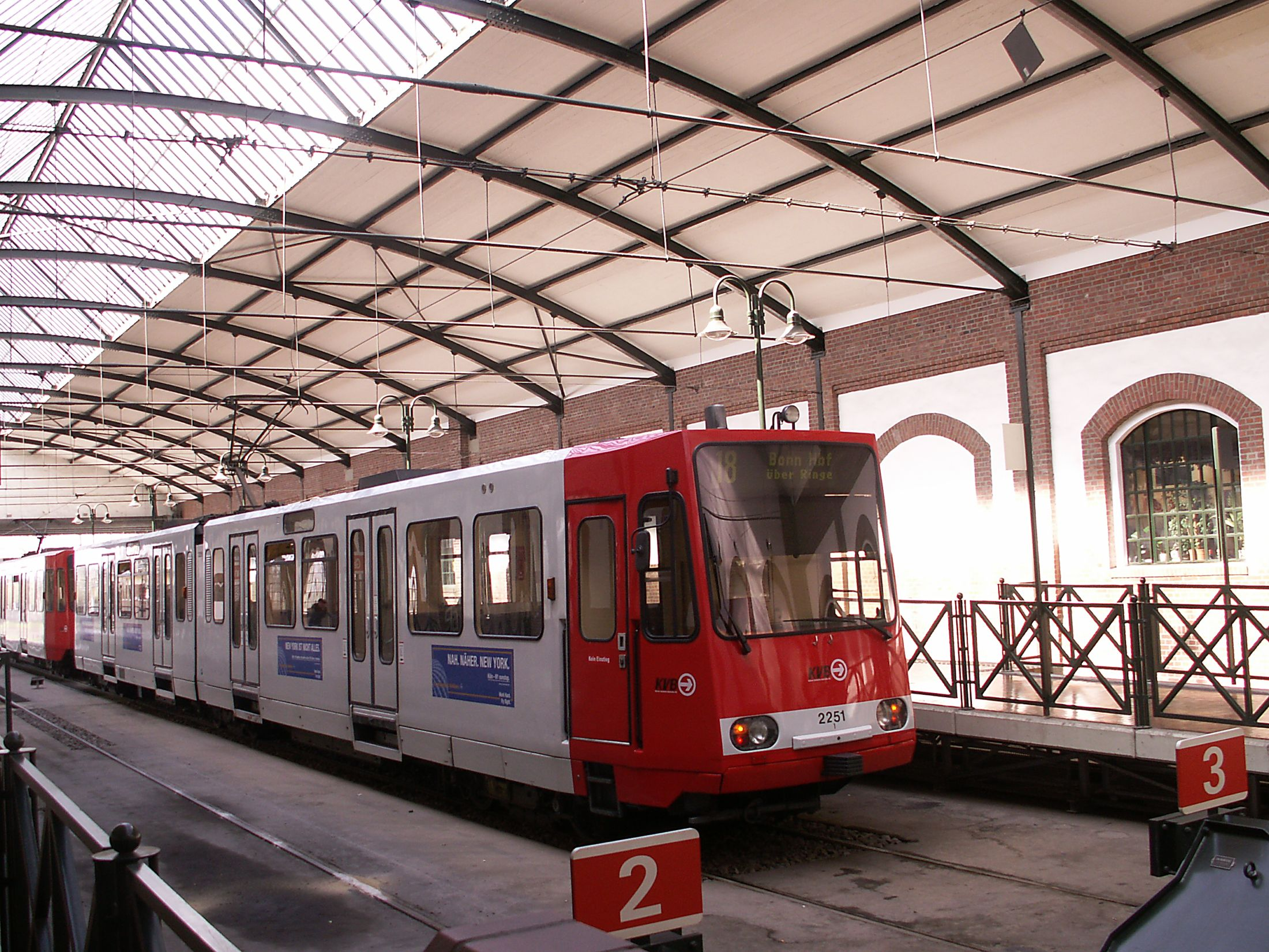
Endbahnhof Dellbrück-Thielenbruch (KVB-Museum)

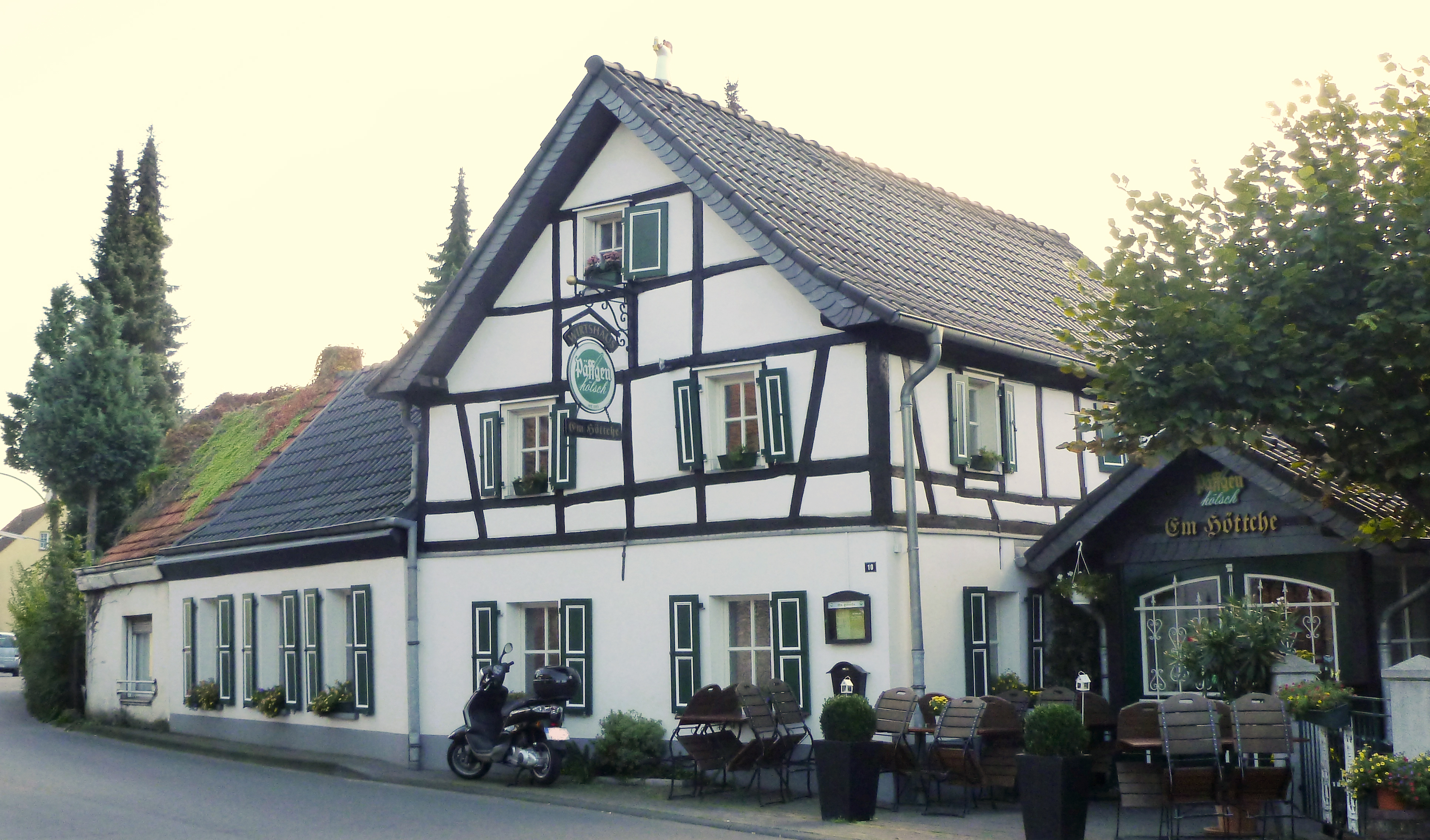
Historische Gaststätte „Em Höttche“

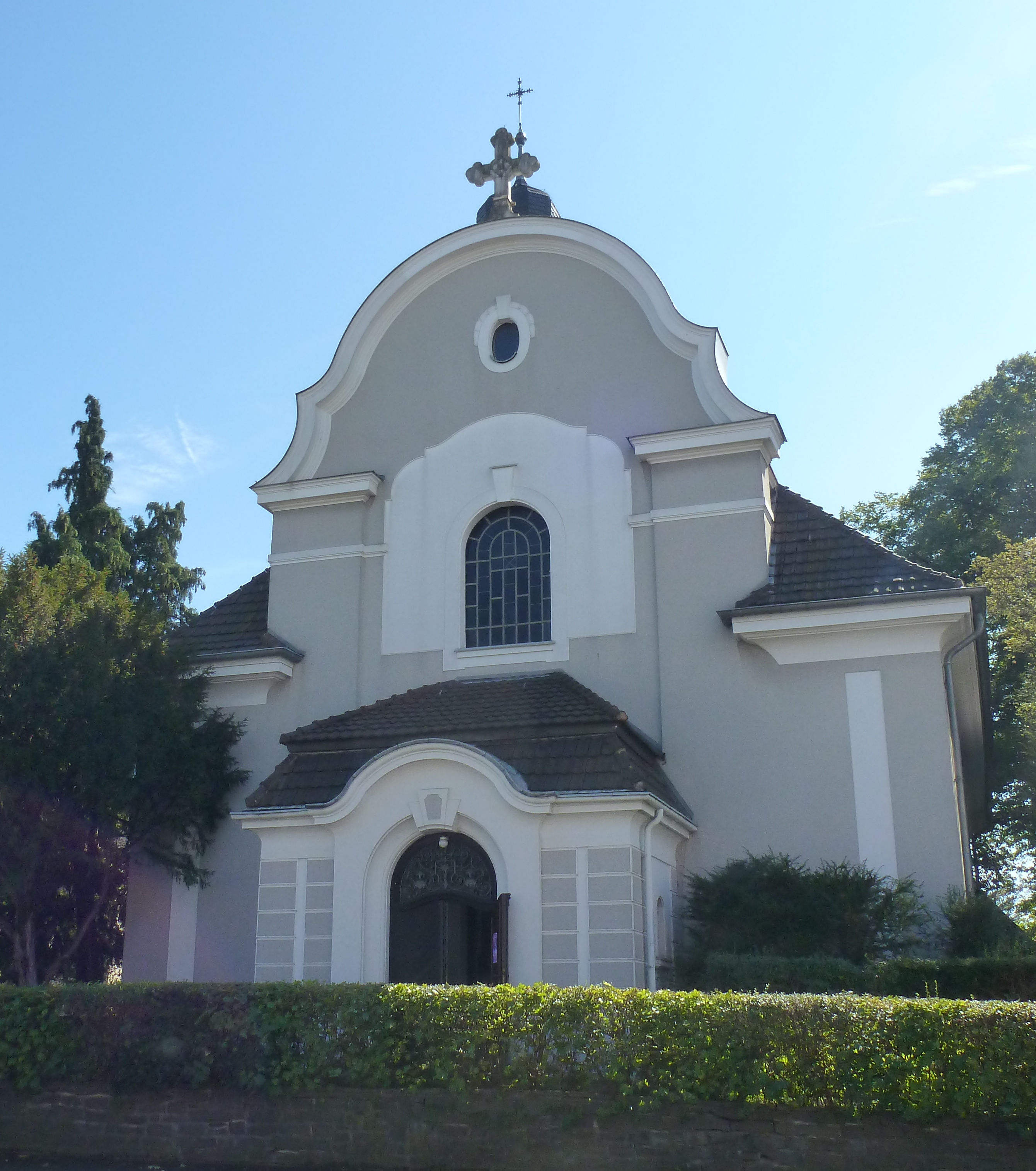
Christuskirche (2011)

Zum Teil auf Dellbrücker Gebiet (der andere Teil liegt in Köln-Holweide) liegt die Märchensiedlung.

### Bekannte Dellbrücker
In Dellbrück lebten bzw. leben zeitweise oder dauerhaft:
- Paul von Andreae (1850–1922), Gutsbesitzer
- Jürgen Becker (1932–2024), Schriftsteller
- Elke Mascha Blankenburg (1943–2013), Chorleiterin
- Heribert Blens (1936–2025), Jurist, Politiker
- Will Dohm (1897–1948), Schauspieler
- Bernard Droog (1921–2009), Schauspieler
- Wolfgang Fahrian (1941–2022), Fußballer
- Dieter Flimm (1939–2002), Architekt, Bühnenbildner
- Jürgen Flimm (1941–2023), Regisseur
- Wilhelm Geißler (1895–1977), Künstler
- Jürgen Hans Grümmer (1935–2008), Künstler
- Willi Hölzgen (* 1963), Fußballspieler
- Joseph Höntgesberg (1922–2019), Bildhauer
- August Hoff (1892–1971), Kunsthistoriker
- Wilhelm Kierdorf (* 1938), Altphilologe, Professor
- Heinz Kühn (1912–1992), Politiker
- Marianne Kühn (1914–2005), Politikerin, Sammlerin und Galeristin
- Wolf Maahn (* 1955), Singer-Songwriter, Schauspieler, Produzent
- Klaus Osterloh (* 1952), Musiker
- Peter Paffenholz (1900–1959), Künstler und Politiker
- Franz Ronig (1927–2019), Theologe, Konservator
- Theodor Seidenfaden (1886–1979), Schriftsteller, Pädagoge
- Eberhard Werdin (1911–1991), Komponist
- Yann Aurel Bisseck (2000–2018)

## Bevölkerungsstatistik
Struktur der Bevölkerung von Köln-Dellbrück (2021):
- Durchschnittsalter der Bevölkerung: 45,1 Jahre (Kölner Durchschnitt: 41,4 Jahre)
- Ausländeranteil: 10,4 % (Kölner Durchschnitt: 19,3 %)
- Arbeitslosenquote: 6,4 % (Kölner Durchschnitt: 8,6 %)

## Sehenswertes
- Siehe auch: Liste der Baudenkmäler im Kölner Stadtteil Dellbrück
- Siehe auch: Liste der Naturschutzgebiete in Köln

### Weltliches
- Thurner Hof
- Gut Mielenforst
- Straßenbahn-Museum Thielenbruch
- Strundener Mühle
- Naturschutzgebiet Thielenbruch und Thurner Wald
- Naturschutzgebiet Dellbrücker Heide
- RadioMuseum Köln
- Naherholungsgebiet Höhenfelder See
- Germanische Hügelgräber am Pilzweg
- Einkaufsstraße Dellbrücker Hauptstraße
- Thielenbrucher Wald
- Denkmalgeschütztes Wohnhaus mit dem Brauhaus „Em Höttche“, Gierather Str. 10[12][13]
- Denkmalgeschütztes Wohnhaus mit der Gaststätte „Zur alten Post“, Bergisch Gladbacher Str. 1124[14]

In Dellbrück befindet sich eines der beiden Kölner Tierheime. Ein Teil des Tierheims ist in einem denkmalgeschützten Gebäude, einem ehemaligen Jagdhaus, an der Iddelsfelder Hardt untergebracht.

### Geistliches
- Kath. St.-Joseph-Kirche, Dellbrücker Hauptstr. 50 (u. a. Altar, Kruzifix und Leuchter von Joseph Jaekel).
- Kath. St.-Norbert-Kirche, Kopischstr. 4–6; 1938–1940 von Karl Band errichtet (Wandgemälde von Hermann Gottfried, Altar und Ambo von Klaus Balke), Keramik-Kreuzweg von Franz Crone.
- Heim der Weißen Schwestern für Afrika, Thielenbrucher Allee 29
- Evang. Christuskirche, Bergisch Gladbacher Str. 848
- Evang. Pauluskirche, Thurner Str. 105a
- Die Christengemeinschaft – Gemeinde Köln-Ost, Hauswiesenweg 1–3[17]
- Neuapostolische Kirche, Dellbrücker Mauspfad 266
- Ostfriedhof (mit Hügelgräbern aus der Hallstattzeit)
- Kath. Friedhof an der Thurner Straße

## Sport
In den 1950er Jahren war der 1957 im SC Viktoria Köln aufgegangene Verein Preußen Dellbrück ein ernst zu nehmender Lokalrivale des 1. FC Köln und spielte in der damals höchsten deutschen Spielklasse, der Oberliga West. Er erreichte 1950 das Halbfinale der deutschen Meisterschaft. Sein berühmtester Spieler war Fritz Herkenrath, der auch das Tor der deutschen Fußballnationalmannschaft hütete. Dellbrück verfügt in dem SV Adler Dellbrück über einen Amateursportverein, dessen bekanntester ehemaliger Spieler Gökhan Töre ist, der anschließend bei FC Chelsea und dem Hamburger SV unter Vertrag stand.
Der TV Dellbrück 1895, ein Sportverein mit 13 verschiedenen Abteilungen, hat rund 2200 Mitglieder. Er betreibt an vereinseigenen Sportstätten eine Sporthalle, einen Sportplatz, neun Tennisplätze und ein Clubheim. Ebenfalls in Dellbrück ansässig ist der Reitverein Kornspringer, dessen Stallungen sich im denkmalgeschützten Thurner Hof befinden. Dort erhalten 35 Pferde ein artgerechtes Zuhause und reitsportliche Rahmenbedingungen für Spring- und Dressurreiten, aber auch für das reine Freizeitreiten. Der Reitverein Kornspringer wurde im Jahre 1952 gegründet und zählt mit rund 230 aktiven Mitgliedern aller Altersschichten zu einem der größeren Reitvereine im Kreisverband Köln. 2011 konnten die Kornspringer unter der Leitung des Ersten Vorsitzenden Karl-Heinz Heckmann den Köln-Cup zum ersten Mal seit dessen Einführung im Jahr 1994 für sich entscheiden.

## Karneval
Die größte Karnevalsgesellschaft ist die KG Uhu, deren Tanzcorps das „Boore Schnäuzer Ballett“ (Boore = Bauern) ist. Die Besonderheit dieses Tanzcorps ist, dass das Tanzmariechen von einem Mann verkörpert wird, der in der Regel größer und kräftiger ist als sein Tanzoffizier. Die Mitglieder tragen alle einen „Schnäuzer“ (= Schnauzbart), Dreispitz, Brille und Gehrock anstelle der im Kölner Karneval üblichen Uniform sowie „Paraplü“ (= Schirm) anstatt „Knabüs“ (= Holzgewehr, von „Knallbüchse“). Begleitet wird das Corps von einem gestreiften „Pääd“ (= Pferd), einer Tier-Parodie, in dem zwei Mitglieder des Balletts stecken. Damit persifliert dieses Tanzcorps wiederum die anderen Kölner Karnevalsgesellschaften. 1974 und 1999 stellte die KG das Kölner Dreigestirn.

## Kultur
Seit 1948 ist in Dellbrück der Heimatverein Ahl Kohgasser aktiv, genannt nach der „Kuhgasse“, die heute Von-Quadt-Straße heißt. Der Verein setzte sich z. B. für die Erhaltung des Thurner Hofs sowie die Sicherung eines Hügelgräberfeldes aus der Hallstattzeit ein. Er organisiert Ausstellungen zur Geschichte von Dellbrück und gibt Publikationen heraus.
Im Bürgertreff 1006 werden Kurse angeboten, zudem ist dort der Dellbrücker Theaterclub Klapperkasten beheimatet.
Seit 2018 findet jährlich der Dellbrückentag statt, bei dem es sich um eine „Kulturelle Erkundung“ des Stadtteils handelt.

## Verkehr
Dellbrück ist per Straße über die B 506 zu erreichen. Eine Anbindung an die S-Bahn Köln bietet die Linie S11 am Bahnhof Köln-Dellbrück. Außerdem durchquert die Stadtbahn Köln mit den Linien 3 und 18 den Stadtteil in Ost-West-Richtung (mit Anbindung nach Deutz und ins Zentrum) und endet hier im Ortsteil Thielenbruch.